# Vicente Rodríguez de Arellano
Vicente Rodríguez de Arellano y del Arco (Cadreita, Navarra, 1750 - Madrid, 1815), dramaturgo, poeta y novelista español, conocido también por los pseudónimos y anagramas Alberto de los Ríos, Gil Lorenzo de Arozar y Silvio del Arga.

## Biografía
Hijo del también navarro Vicente Rodríguez de Arellano y de los Ríos, estudió primero en el colegio jesuita de Arga y se graduó luego de bachiller en leyes en la Universidad de Huesca. Inició el ejercicio de la abogacía en Pamplona, pero se trasladó a Madrid, donde participó sin éxito en oposiciones a cátedras de Filosofía en el Real Seminario de Nobles. Trabajó como escribiente de la Real Biblioteca, aunque se le dio de baja en 1809 por ausencia. Consiguió, sin embargo, una gran popularidad como poeta en la prensa de la segunda mitad del siglo XVIII, y también no poca como dramaturgo. Participó en la Guerra de la Independencia como capitán de voluntarios de Navarra y en 1812 se instaló en Palma de Mallorca, donde destacó por su exaltada defensa del absolutismo. Después del regreso de Fernando VII formó parte de su Camarilla.
Suya es alguna colección curiosa, como sus Poesías varias (1806), que incluye el pequeño epilio en octavas "El valor navarro", que narra un episodio de la vida de Carlos II de Navarra, anacreónticas, odas, letrillas satíricas, epigramas, sonetos, fábulas, cuentos en verso, romances, imitaciones de los Argensolas y poemas cortesanos dirigidos a nobles, aunque destaca el autobiográfico "Memorial que en estilo burlesco compuso", en décimas espinelas, que es muy gracioso; pero escribió y estrenó sobre todo piezas teatrales de todo género: comedias, tragedias, dramas, melodramas, piezas jocoserias, comedias sentimentales y lacrimógenas como La mujer de dos maridos, representada en 1804, hasta óperas como El inquilino, traducción de Serwin, o El matrimonio de Fígaro, ópera bufa con la música de Wolfgang Amadeus Mozart, de 1802. Destaca El pintor fingido (1800),  elogiada por Ramón Mesonero Romanos y que fue muy reimpresa en Madrid, Valencia y Barcelona; también adaptó comedias del teatro clásico, añadiendo versos de su cosecha, como, de Lope de Vega, Lo cierto por lo dudoso (1803, reimpresa en 1825), o El diablo predicador de Luis Belmonte Bermúdez. Incluso tradujo la novela Estela de Jean-Pierre Claris de Florian (1797). La crítica neoclásica lo trató bastante mal, pero tuvo éxito entre el pueblo.

## Obras

### Versos
- Memorial de estilo burlesco, Poesías varias (1806).
- Navarra festiva en la proclamación de Carlos IV (Pamplona, 1779).

### Teatro
- El atolondrado (Pamplona, 1778, pieza original en un acto).
- A padre malo buen hijo (1791)
- Las tres sultanas o Solimán II (1793)
- Marco Antonio y Cleopatra (s. a.)
- La muerte de Héctor (1798)
- El esplín (Barcelona, 1798)
- Cecilia y Dorsan (Madrid, 1800)
- El pintor fingido (1800)
- La dama labradora (Madrid, 1801)
- La Fulgencia o los dos maniáticos (1801)
- Augusto y Teodoro o los Pajes de Federico II (1802)
- Lo cierto por lo dudoso, o La muger firme (s. a.), arreglo de Lope de Vega (1803, reimpresa en 1825)
- El Duque de Pentiebre (1803)
- El celoso don Lesmes (s. a.) comedia nueva en tres actos.
- La mujer de dos maridos (1805)
- El Domingo o el Cochero (1810), escena sola, monólogo.
- Las tardes de la Granja, o las lecciones del Padre (1811)
- La Atenea (s. a.), pieza en un acto
- Armida y Reinaldo (s. a.)
- La lealtad, o la justa desobediencia, comedia.
- Palmis y Oronte: comedia en tres actos
- Dido abandonada
- La reconciliación, o los dos hermanos (1800)
- La Parmenia
- La dama labradora
- Clementina y Desormés
- La noche de Troya
- Jerusalén conquistada por Godofredo de Bouillon
- Solimán II
- El sitio de Toro
- El duque de Pontièvre
- El padre malo, o buen hij
- La ópera cómica
- El marinerito

### Varios
- El Decamerón español, o colección de varios hechos históricos raros y divertidos (Gómez Fuentenebro y compañía, 1805, 3 vols.)
- Compendio de la historia del antiguo y nuevo Testamento... (1807)
- Extremos de lealtad y valor heroico navarro (1789)